# Lac Dumont
Lac Dumont är en sjö i Kanada.   Den ligger i regionen Outaouais och provinsen Québec, i den sydöstra delen av landet, 90 km nordväst om huvudstaden Ottawa. Lac Dumont ligger 255 meter över havet. Arean är 17,4 kvadratkilometer. Den sträcker sig 11,0 kilometer i nord-sydlig riktning, och 7,8 kilometer i öst-västlig riktning.
I omgivningarna runt Lac Dumont växer i huvudsak blandskog. Trakten runt Lac Dumont är nära nog obefolkad, med mindre än två invånare per kvadratkilometer.